# 岩生翠柏
岩生翠柏（学名：Calocedrus rupestris）也称岩生肖楠，为柏科翠柏属下的一个种，分布于越南及中国广西壮族自治区等地，属于中国国家二级重点保护野生植物。

## 特征
岩生翠柏属于一种高大的常绿乔木，高可达25米，胸径可达1米。树冠呈广圆形，树皮一般为棕灰色至灰色，纵裂。鳞叶交叉对生，先端宽钝状至钝状，叶基下延，两面异型，中央之叶扁平，两侧之叶对折，楔状，叶背通常绿色或具不显著白色气孔带。球果绿褐色，单生或成对生于枝顶，卵形。